# مبدئي
إن مصطلح مبدئي، أو شكلي هو مصطلح (باللغة اللاتينية Pro forma) يعني: «باعتبارها مسألة شكل» أو «بغرض الشكل»، ويتم تطبيق هذا المصطلح على الممارسات أو الوثائق التي يتم القيام بها كإجراء شكلي محض، أو روتيني، أو بهدف تلبية الحد الأدنى من المتطلبات أو الامتثال إلى عرف أو مذهب. ويحمل هذا المصطلح معاني مختلفة باختلاف المجالات.

## المحاسبة
المحاسبة المبدئية هي بيان بالأنشطة المالية للشركة مع استثناء «المعاملات غير الاعتيادية وغير المتكررة» عند تحديد مقدار الأرباح الفعلية التي حققتها الشركة. وغالبًا ما يتم استثناء النفقات من النتائج المبدئية بما في ذلك تكاليف إعادة هيكلة الشركة أو انخفاض قيمة استثماراتها أو نفقات المحاسبة الأخرى، مثل تعديل الميزانية العمومية الحالية لإصلاح ممارسات المحاسبة غير الصحيحة في الأعوام السابقة.

## الأعمال التجارية

### البيانات المالية
في مجال الأعمال التجارية، يتم إعداد البيانات المالية المبدئية قبل المعاملات المالية المخطط لها، مثل الاندماج، أو الاستحواذ، أو استثمار رؤوس أموال جديدة، أو تغيير في هيكلة رأس المال مثل تكبد قروض جديدة أو إصدار أسهم. تمثل النماذج المبدئية النتائج المتوقعة للمعاملة، مع التركيز بوجه خاص على التدفقات النقدية المتوقعة، وصافي الإيرادات والضرائب (للكيانات الخاضعة للضريبة). ونتيجة لذلك، تُلخص البيانات المبدئية الوضع المستقبلي المتوقع للشركة، بناء على البيانات المالية الحالية. على سبيل المثال، عندما يتم التفكير في صفقة ذات تأثير جوهري على الوضع المالي للشركة، ستقوم وزارة المالية بإعداد خطة عمل تضم بيانات مالية مبدئية تثبت التأثير المتوقع للمعاملة المقترحة على القدرة المالية للشركة لكي يراجعها مجلس الإدارة. سيحتاج المقرضون والمستثمرون مثل هذه البيانات لهيكلة وتأكيد الامتثال لمخاطر الائتمان مثل خدمة تغطية الديون الاحتياطية ونسبة الدين إلى حقوق المساهمين. وبالمثل، عندما يتم تصور شركة جديدة، سيُعِد مؤسسوها بيانات مالية مبدئية للحصول على معلومات المستثمرين المحتملين. يجب تسمية الأرقام المبدئية بوضوح على هذا النحو ويتم تفسير أي انحراف في أرقام التقارير السابقة بوضوح.
وسوف تحتاج البنوك أيضًا إلى بيانات مبدئية بدلاً من الإقرارات الضريبية لبدء الأعمال التجارية من أجل التحقق من التدفق النقدي قبل إصدار قرض أو تسهيلات ائتمانية.

### الفواتير
في المعاملات التجارية، تمثل الفاتورة المبدئية وثيقة توضح التزام البائع ببيع البضائع للمشتري بأسعار وشروط محددة. وتستخدم لتحديد قيمة هذه المعاملة التجارية. وهي ليست فاتورة حقيقية، حيث إنها لا تستخدم لتسجيل الحساب المدين للبائع والحسابات الدائنة للمشتري.
إن «الفاتورة المبدئية» ببساطة هي طلب مؤكد للشراء حيث يوافق البائع والمورد على تفاصيل المنتج وتكلفة شحنه للمشتري. تظهر الفاتورة المبدئية بشكلٍ عام عندما يكون البائع مستعدًا لإرسال البضائع ولكنه يريد التأكد من إرسال المبلغ قبل إرسال البضائع. وبالمثل، يريد العميل أيضًا معرفة جميع البنود الأخرى في الفاتورة المبدئية لتجنب الخلافات فيما بعد.
يتم إعداد عرض أسعار المبيعات في صورة فاتورة مبدئية وهي تختلف عن الفاتورة التجارية. فهي تستخدم لإتمام عملية البيع ويتم إرسالها قبل إرسال الفاتورة التجارية. ويتطابق مضمون الفاتورة المبدئية تقريبًا مع الفاتورة التجارية وعادةً ما تعد بمثابة عقد على الرغم من احتمالية تغيير السعر قبل إتمام عملية البيع النهائية.
يمكن أيضًا استخدام الفاتورة المبدئية للشحنات التي تحتوي على عناصر لم يتم بيعها أو شراؤها، مثل الهدايا والعينات والمتعلقات الشخصية، بينما يتم استخدام الفاتورة التجارية عندما تكون البضائع التي تم شحنها تم بيعها أو شراؤها.
في بعض الدول، قد تقبل الجمارك الفاتورة المبدئية (التي يصدرها المستورد وليس المصدر) في حالة عدم وجود الفاتورة التجارية في وقت تقديم مستندات الدخول عند ميناء الدخول للحصول على البضائع المفرج عنها من الجمارك. تستخدم مصلحة الجمارك وحماية الحدود الأمريكية على سبيل المثال الفواتير المبدئية لتقدير الرسوم الجمركية وفحص البضائع، ولكن يتعين على المستورد المسجل إرسال سندات الكفالة وإصدار الفاتورة التجارية في غضون 120 يومًا من تاريخ الوصول. إذا كانت هناك حاجة للفاتورة التجارية لأغراض إحصائية، فيجب على المستورد إصدار الفاتورة التجارية في غضون 50 يومًا من تاريخ إفراج الجمارك عن البضائع للمستورد.

## القانون
في مجال القانون، يقصد بالحكم القضائي المبدئي مجرد تسهيل العمليات القانونية (لتسيير الأمور).
تستخدم الجلسات المبدئية للامتثال لأمر رسمي. على سبيل المثال، قد تكون جلسة استماع مبدئية للقاضي لكي يأمر بتقديم دليل معين أو تحديد موعد آخر.

## الهندسة
في مجال الهندسة التطبيقية، يتم استخدام الرسومات المبدئية لتسهيل رسم الأجزاء المتخيلة.

## الحكومة

### نظام الكومنولث
في بعض دول الكومنولث التي تتبع نظام وستمنستر، مثل المملكة المتحدة وكندا وأستراليا، يتم تقديم مشروعات قوانين مبدئية قبل النظر مباشرة في خطاب العرش. وتعد مشروعات القوانين المبدئية بمثابة أجزاء غير مكتملة من التشريع وتخضع فقط لمرحلة القراءة الأولية. وهي ترمز إلى سلطة البرلمان لمناقشة المسائل بخلاف تلك التي يحددها رئيس الدولة، والتي يتم استدعاء البرلمان بزعم مناقشتها. وبعد القراءة الأولية، لا تتم دراسة مشروع القانون أكثر من ذلك. ولقد كان أول ظهور لمشروع قانون مبدئي في مجلس العموم في عام 1558.
وفي برلمان المملكة المتحدة، كان المعادل لذلك هو مشروع القوانين المحظورة في مجلس العموم ومشروع قانون المجالس الكنسية في مجلس اللوردات. في البرلمان الكندي تحمل مشروعات القوانين هذه اسم مشروع قانون C-1، وهو قانون احترام إدارة أداء اليمين، ومشروع قانون S-1، وهو قانون يتعلق بالسكك الحديدية في مجلس العموم الكندي ومجلس الشيوخ الكندي، على الترتيب. في البرلمان الأسترالي وبرلمانات الولايات والأقاليم الأسترالية، تتكون مشروعات القوانين المبدئية فقط من عنوان قصير ولا تتخطى مرحلة القراءة الأولية.

### الولايات المتحدة
في الحكومة الفيدرالية للولايات المتحدة، يمكن لأي من مجلسي الكونغرس (مجلس النواب أو مجلس الشيوخ) عقد جلسة مبدئية لا يتم فيها إجراء أي أعمال رسمية. ويتم هذا عادةً للوفاء بالالتزام بموجب الدستور «بأنه لا يمكن إرجاء مجلس لأكثر من ثلاثة أيام دون موافقة الطرف الآخر». كما يمكن أيضًا استخدام الجلسات المبدئية لمنع الرئيس من الاعتراض على مشروعات القوانين، أو استدعاء الكونغرس لعقد دورة استثنائية. وهي تستخدم أيضًا لمنع الرؤساء من التعيينات أثناء العطلات. وعلى الرغم من ذلك، ففي عام 2012، قام الرئيس باراك أوباما بأربعة تعيينات أثناء الجلسة المبدئية، واضعًا ممارسات منع التعيينات أثناء العطلات في موضع مساءلة.
توجد هناك ممارسات مماثلة في المجالس التشريعية بالولايات، ولأسباب مشابهة؛ على سبيل المثال، في مينيسوتا، يكون لدى الهيئات التشريعية الشرط الأساسي نفسه بالاجتماع كل ثلاثة أيام كما هو الحال بالنسبة للكونغرس. ويتم عقد الجلسات المبدئية للوفاء بهذا الشرط.

## التجارة الدولية
تعتبر الفاتورة المبدئية إلى حدٍ كبير هي الفاتورة التجارية، والتي عند استخدامها في التجارة الدولية تقدم تفاصيل البيع الدولي للسلطات الجمركية. يتم تقديم الفاتورة المبدئية بدلاً من الفاتورة التجارية في حالة عدم وجود صفقة بيع بين المرسل والمستورد (على سبيل المثال، في حالة التصريح بعودة البضائع (RMA) للبضائع المستبدلة)، أو إذا كانت شروط البيع بين البائع والمشتري في الفاتورة التجارية لم تعد متاحة عند الشحن الدولي. يشترط وجود فاتورة مبدئية لتحديد الحقائق نفسها التي تقرها الفاتورة التجارية ويتم تحديد المحتوى من قبل الحكومات المشاركة في الصفقة.